# Suecia Antiqua et Hodierna

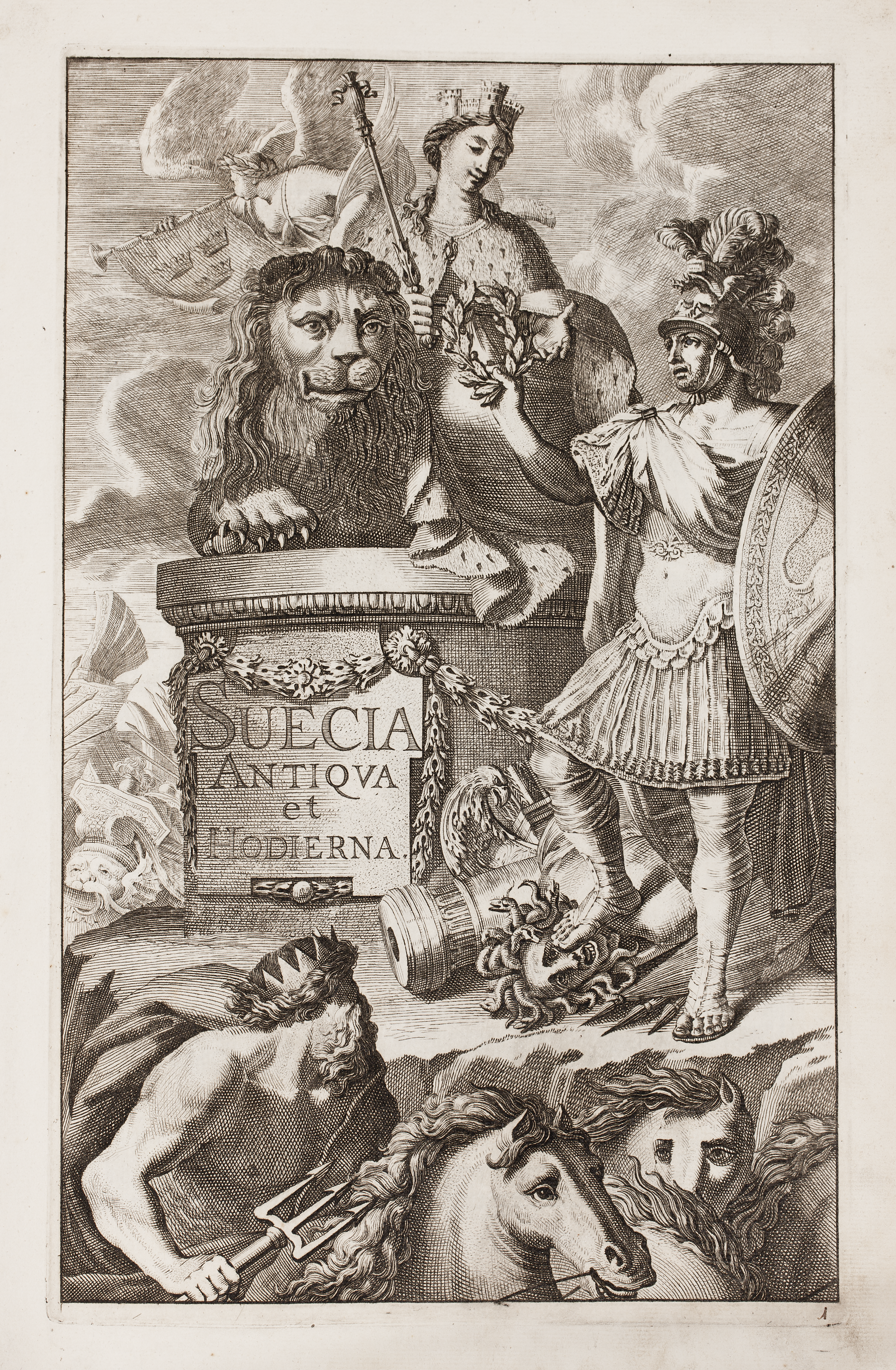
Portada de Suecia Antiqua et Hodierna

Suecia Antiqua et Hodierna ("Suècia antiga i moderna") és una col·lecció de gravats compilada per Erik Dahlbergh durant la meitat del segle xvii. Suecia Antiqua et Hodierna es pot descriure com una gran visió de Suècia durant el seu període de gran potència. La inspiració directa de Dahlberg van ser les publicacions topogràfiques del suís Matthäus Merian. El 1661 Dahlberg va rebre un privilegi reial que el va permetre portar a terme el seu pla, cosa que el va ocupar durant una dècada, i no va ser impresa fins a la seva mort. En la seva forma final Suecia Antiqua et Hodierna comprenia tres volums que contenien 353 plaques.